# Amazoppia tricuspidata
Amazoppia tricuspidata är en kvalsterart som beskrevs av Balogh och Sandór Mahunka 1969. Amazoppia tricuspidata ingår i släktet Amazoppia och familjen Ceratoppiidae. Inga underarter finns listade i Catalogue of Life.